# Arturo Rodríguez Jurado

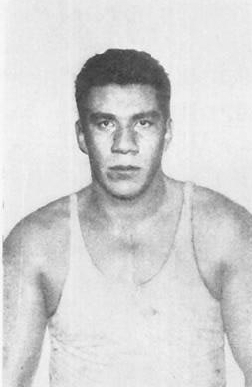
Arturo Rodríguez Jurado

Arturo Rodríguez Jurado (* 26. Mai 1907; † 22. November 1982) war ein argentinischer Boxer und Rugby-Union-Spieler. Er war Olympiasieger 1928 in Amsterdam im Schwergewicht.

## Werdegang
Rodriguez betrieb als Jugendlicher Boxen und Rugby. Als zu Beginn der 1920er Jahre der Argentinier Luis Angel Firpo in den Vereinigten Staaten als Berufsboxer Furore machte und sogar um die Weltmeisterschaft boxte, nahm er sich diesen zum Vorbild und konzentrierte sich vorübergehend voll auf das Boxen. Er wurde Mitglied des CA San Isidro. Bereits als 17-Jähriger nahm er an den Olympischen Spielen 1924 in Paris teil. Es war wohl seiner Unerfahrenheit zuzuschreiben, dass er dort gleich seinen ersten Kampf gegen den Dänen Thyge Petersen nach Punkten verlor.
Vier Jahre später war Rodriguez erneut bei Olympischen Spielen am Start. In Amsterdam startete er dabei im Schwergewicht (damals über 79,6 kg Körpergewicht). Er gewann dort gegen den Iren Matthew Flanagan in der 1. Runde durch K. o. Er besiegte dann Sam Olij aus den Niederlanden und Michael Michaelsen aus Dänemark nach Punkten und bezwang im Endkampf Nils Arvid Ramm aus Schweden durch K. o. in der 1. Runde, wodurch er Olympiasieger wurde. Weitere Boxergebnisse von ihm sind nicht bekannt. An den panamerikanischen Spielen 1925 und 1926 nahm er nicht teil. Berufsboxer ist er nie geworden.
Als Mitglied des CA San Isidro nahm Rodriguez in den 1920er und 1930er Jahren regelmäßig an der argentinischen Rugbymeisterschaft teil, seine Positionen waren jene des Innendreiviertels und des Außendreiviertels. Ebenso war er Mannschaftskapitän der argentinischen Nationalmannschaft, die 1927 viermal gegen die British Lions spielte. Seine Söhne Arturo jr. und Marcello waren ebenfalls Rugbyspieler.
Beruflich war Rodriguez als Agrar-Ingenieur tätig.